# Savion Flagg
Savion Flagg (Alvin, Texas; 26 de mayo de 1999) es un jugador de baloncesto con nacionalidad estadounidense. Con 2,01 metros de altura juega en la posición de alero. Actualmente forma parte de la plantilla del BC Rytas  de la LKL lituana.

## Trayectoria deportiva

### Universidad
Es un jugador natural de Alvin (Texas), formado en la  Alvin High School  de su ciudad natal, antes de ingresar en 2017 en la Universidad de Texas A&M en College Station, Texas, donde jugaría cuatro temporadas la NCAA con los Texas A&M Aggies desde 2017 a 2021. 
En la temporada 2021-22, cambia de universidad e ingresa en la Universidad Estatal Sam Houston, situada en Huntsville (Texas), para jugar la NCAA con los Sam Houston State Bearkats.

### Profesional
Tras no ser drafteado en 2022, el 15 de julio de 2022, firma con Lavrio B.C. de la A1 Ethniki.
El 3 de agosto de 2023 el club alemán Telekom Baskets Bonn anunció su contratación para disputar la temporada 2023-24 de la Basketball Bundesliga.